# Mondeuse

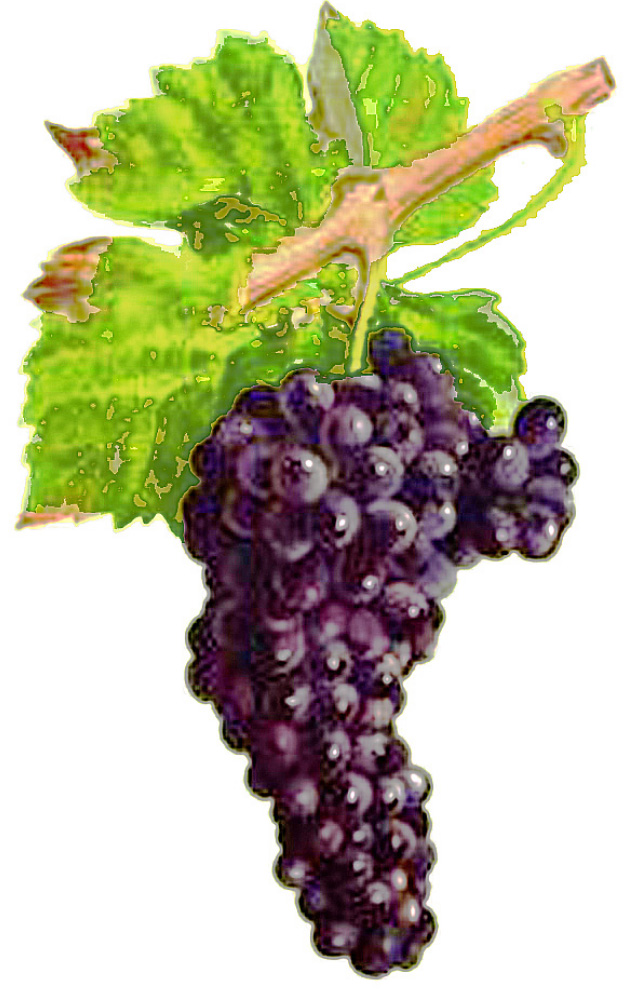
Mondeuse im Buch von Viala & Vermorel

Mondeuse oder Mondeuse Noire ist eine Rotweinsorte, die vorrangig in der französischen Weinbauregion Savoyen angebaut wird. Sie ist eine alte, autochthone Sorte. Aufgrund ihres Alters sind zahlreiche Synonyme bekannt. Der Ampelograph Roy-Chevrier vermutete sogar, dass es sich bei der Mondeuse um die bei Plinius dem Älteren beschriebene Allobrogicae handele. Diese Ehre kann aber auch der Syrah oder der Nebbiolo Rebe zukommen. Mondeuse erbringt bei Ertragsbeschränkungen von max. 60 Hektoliter/Hektar pfeffrige, farbkräftige und alkoholstarke Weine, die gut altern können. In Frankreich ist sie in den Appellationen Vin de Savoie und Vin du Bugey zugelassen. Die bestockte Fläche beträgt dort insgesamt ca. 301 Hektar (Stand 2007, Quelle ONIVINS) Kleine Bestände sind auch in Australien bekannt (ca. 12 Hektar) und in der Schweiz (3,63 Hektar, Stand 2007, Quelle: Office fédéral de l'agriculture OFAG bekannt.
In Kalifornien (→ Weinbau in Kalifornien) gibt es einen Bestand von ca. 40 Hektar. Hier wird sie irrtümlich auch Refosco genannt. Laut Pierre Galet ist sie jedoch nicht mit der im italienischen Friaul weit verbreiteten Sorte Refosco verwandt. Er erkennt jedoch eine gewisse Verwandtschaft zur Rebsorte Muscardin, die im Tal der Rhone bekannt ist.
Es gibt auch eine Rebsorte Mondeuse Blanche, eine weiße Rebsorte, die jedoch keine Mutation der Mondeuse Noire darstellt. Laut José Vouillamoz stehen jedoch beide Sorten in einer Eltern-Kind-Beziehung. Louis Levadoux, ein französischer Ampelograph ordnete Mondeuse der Rebsortenfamilie „famille des Sérines“ zu, der auch die Sorten Syrah, Roussanne, Viognier, Altesse oder Marsanne blanche angehören. Demnach käme die Sorte aus dem Südosten Frankreichs. In der Vergangenheit wurde von dem Ampelographen Pulliat auch eine Mondeuse Grise beschrieben, die jedoch vermutlich ausgestorben ist.
Siehe auch die Artikel Weinbau in Frankreich, Weinbau in Australien, Weinbau in der Schweiz und Weinbau in den Vereinigten Staaten sowie die Liste von Rebsorten.

## Synonyme
Die Rebsorte Mondeuse ist auch unter den Namen Argilliere, Begeain, Begean, Chétuan, Chintuan, Cotillon des Dames, Gascon (jedoch nicht mit der Rebsorte Gascon zu verwechseln), Grand Chétuan, Grand Picot, Gris Picot, Gros Chétuan, Gros Plant, Gros Rouge du Pays, Grosse Sirah, Gueyne, Languedoc, Maldoux, Mandouze, Marcelin, Margilien, Marlanche Noire, Marsanne Ronde, Marve, Maudoux, Meximieux, Molette Noir, Morlanche, Mouteuse, Parcense, Persagne, Persaigne, Persanne, Pinot Vache, Prossaigne, Rouget, Salanaise, Savoète, Savoyanche, Savoyange, Savoyanne, Savoyard, Savoyet, Syrah Grosse, Tournarin, Tournerin, Tresseau und Vache bekannt.